# 보천보 습격
보천보 습격(普天堡 襲擊事件) 또는 보천보 전투(普天堡 戰鬪)는 1937년 6월 4일 만주에서 활동하던 동북항일연군 소속의 최현, 김일성 부대와 박달, 박금철의 조국광복회 등이 함경남도 갑산군 보천면 보전리(량강도 보천군 보천읍)를 최현, 김일성 등이 일시적으로 습격하고 퇴각한 사건이다. 전과는 미미한 것으로 평가된다.

## 개요

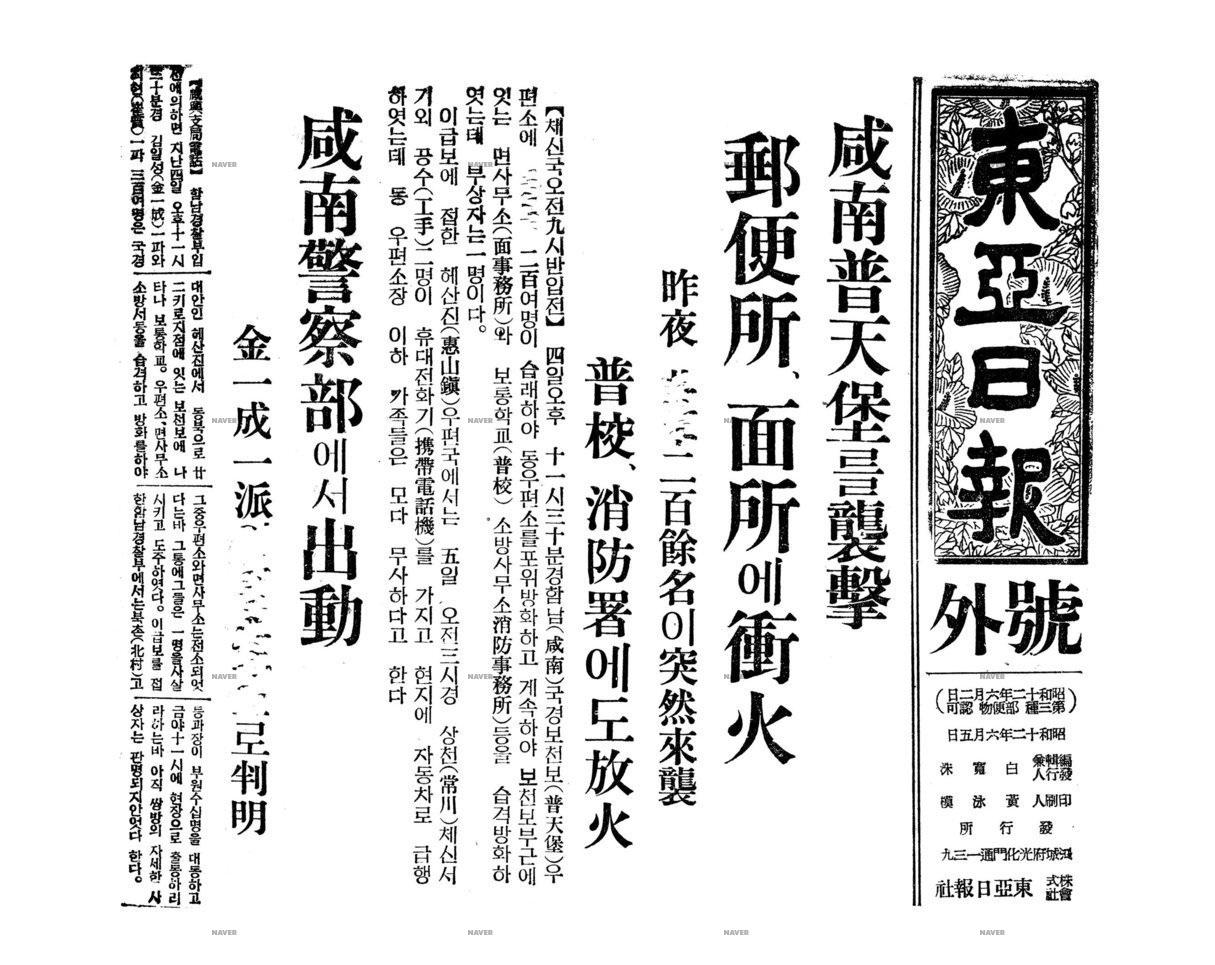
1937년 6월 5일자 동아일보 호외

동북항일연군 제1군 제6사는 백두산지구 유격구를 건설하고, 박달·박금철 등이 이끄는 갑산군 내 ‘조국광복회’소속 조직원들과 함께 압록강을 넘어 혜산진에서 20km 떨어진 보천보에 습격하여 경찰주재소·면사무소·우체국 등의 관공서와 산림보호구 등을 공격하고 격문을 살포하였다.
1937년 6월 7일자 동아일보 기사에 의하면 6월 4일 보천보 습격 당시 민간인 2명(성인 요리사, 일본 순사부장의 딸 2세 여아)이 사망했으며, 6월 5일 파견된 30명의 경찰추격대와 충돌하여 동북항일연군의 25명이 사망하고 30명이 부상, 일본 경찰추격대 30명 중 7명 사망, 14명의 부상자가 났으며, 전소한 총피해액은 50.000원이라고 밝혔다.
독립운동가이자 조선인민군 부총참모장 이상조는 중공군으로부터 김일성 부대를 지원해주라는 지시를 받았으나 그를 찾지못했다고 하며 북한 매체가 일본 관동군이 김일성을 잡기 위해 만들어졌다는 것은 김일성을 신격화하기 위한 북한 1인체제를 위한 날조라고 말했다.
일본은 민간인 2명(일본 요릿집 주인과 순사의 딸 2세 여아)이 사망한 반면 조국광복회 조직은 이 사건으로 739명이 검거되고, 188명이 기소돼 조직이 궤멸되는 위기를 맞았다 한다.
- 보천보 사건 당시 신문 기사 보기 Wikimedia Commons

## 같이 보기
- 동북항일연군
- 김일성